# Castro (Viterbo)
Castro era uma cidade a ocidente do lago Bolsena, hoje na comuna de Ischia di Castro, no norte do Lácio, Itália.

## História

Ruínas da Catedral de San Savino

O povoamento de Castro foi efectuado em tempos pré-históricos, e foi mais tarde a sede de um povoado etrusco. Na Idade Média ali foi edificado um castelo (em Latim: castrum), de onde deriva o seu nome. Apesar de ser uma comuna autónoma, permaneceu sob a autoridade papal, integrada nos Estados Pontifícios.
Em 1537, três anos após a eleição do cardeal Alessandro Farnese como papa Paulo III, tornou-se a sede de um ducado independente que o papa doou a seu filho Pedro Luís Farnésio (Pier Luigi Farnese). A cidade, que entretanto se tornara num "acampamento de cigano" (nas palavras de um contemporâneo) foi reconstruída de acordo com o plano de Antonio da Sangallo, o jovem.
Mais tarde, a inimizade da poderosa família papal dos Barberini, inimiga dos Farnese, originou as conhecidas Guerras de Castro, ocorridas durante o reinado dos papas Urbano VIII (Barberini) e Inocêncio X contra os duques de Castro Eduardo I Farnésio e, depois, o seu filho Ranuccio II Farnésio que, entretanto, tinham adquirido também o Ducado de Parma e Placência. As guerras tiveram um final trágico para a cidade: por ordem de Inocêncio X, a cidade foi arrasada em 2 de setembro de 1649, nunca sendo reconstruída.